# Zelleria fusca
Zelleria fusca is een vlinder uit de familie van de stippelmotten (Yponomeutidae). De wetenschappelijke naam van de soort werd in 1876 gepubliceerd door Henry Tibbats Stainton.